# The Machine Stops

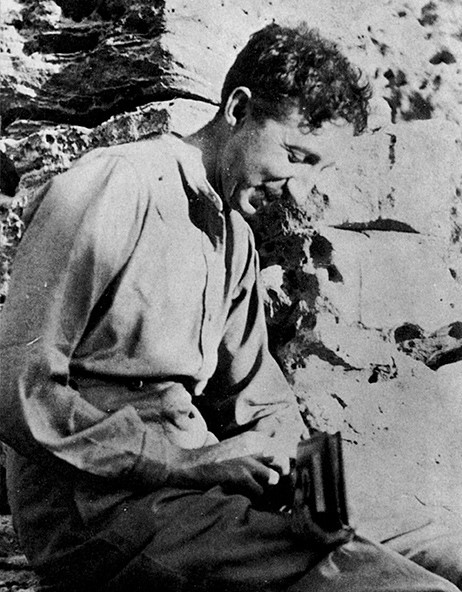
Imagem do autor do conto de ficção citado no artigo em 1917.

The Machine Stops é um conto de ficção científica escrito em 1909 pelo escritor britânico Edward Morgan Forster. Depois de uma primeira publicação em The Oxford and Cambridge Review (novembro de 1909), a história foi publicada novamente no The Eternal Moment and Other Stories, de Forster, em 1928. Após ter sido votada como uma das melhores histórias de ficção científica até 1965, a história foi incluída no mesmo ano na antologia Modern Short Stories. Em 1973 ela também foi incluída no The Science Fiction Hall of Fame, Volume Two.
A história descreve um futuro tecnológico no qual os humanos vivem no subsolo terrestre, sob o controle da "Máquina", e aborda alguns dos temas essenciais dos estudos de ciência, tecnologia e sociedade contemporâneos.
A história, ambientada em um mundo onde a humanidade vive no subsolo e depende de uma máquina gigante para atender às suas necessidades, previu tecnologias semelhantes às mensagens instantâneas e à Internet.